# 자 (전한)
자(疵, ? ~ 기원전 183년) 또는 저(底)는 전한 초기의 제후이다. '자'는 이름자로, 성씨는 알 수 없다. 개국공신 해연의 어머니로, 해연은 고제의 밑에서 종군하다가 죽었다.

## 생애
고제 6년(기원전 201년), 고제는 해연을 개국공신 서열 7위로 인정하고 노후(魯侯)로 추봉하였다. 해연이 이미 죽고 없었기 때문에, 실제로는 자가 대신 봉해졌다.
고후 5년(기원전 183년)에 죽으니, 후사가 없어 봉국이 폐지되었다.

## 출전
- 사마천, 《사기》 권18 고조공신후자연표